# Vivian Phillipps
Henry Vivian Phillipps JP (* 13. April 1870 in Beckenham, Kent (heute zu London); † 16. Januar 1955) war ein schottischer Politiker.

## Leben
Phillipps wurde 1870 als ältester Sohn von Henry Mitchell und dessen Ehefrau Louise geboren. Er besuchte die Charterhouse School und erhielt eine weiterführende Ausbildung in Heidelberg. 1890 immatrikulierte er sich am Gonville and Caius College der Universität Cambridge und erlangte drei Jahre später einen Bachelorabschluss. Phillipps ging dann an das Fettes College, an dem er bis 1905 neue Sprachen lehrte und als Chormeister tätig war. 1908 erhielt er seine Zulassung als Jurist und wurde in das Lincoln’s Inn aufgenommen. 1915 wurde Phillipps als Justice of the Peace für Kent eingesetzt. Zwischen 1933 und 1938 war er außerdem Vorsitzender der Quarter Sessions von West Kent.

## Politischer Werdegang
Erstmals trat Phillipps bei den Unterhauswahlen 1906 zu Wahlen auf nationaler Ebene an. Im Wahlkreis Blackpool konnte sich der Liberale Phillipps jedoch nicht gegen seinen Konservativen Kontrahenten Wilfrid Ashley durchsetzen. Auch bei den Unterhauswahlen im Januar und Dezember 1910 konnte er sich im Wahlkreis Maidstone nicht gegen den Konservativen Charles Vane-Tempest-Stewart, 7. Marquess of Londonderry durchsetzen. Zwischen 1912 und 1916 war Phillipps als Privatsekretär des Schottland-Ministers Thomas McKinnon Wood und zwischen 1917 und 1922 des ehemaligen Premierministers Herbert Henry Asquith eingesetzt.
Bei den Unterhauswahlen 1922 bewarb sich Phillipps um das Mandat des Wahlkreises Edinburgh West. Hier trat er als Nachfolger seines Parteikollegen Edward Parrott gegen den Unionisten John Gordon Jameson an, welcher das Mandat seit 1918 hielt. Phillipps erhielt einen Stimmanteil von 51,4 % und zog in der Folge erstmals in das britische Unterhaus ein. Trotz Stimmverlusten hielt er bei den Unterhauswahlen 1923 sein Mandat gegen den Unionisten Ian Macintyre sowie den Labour-Kandidaten George Mathers. Während der Wahlperiode hatte er im Parlament die Funktion des Whips der Liberalenfraktion inne. Nachdem Phillipps bei den folgenden Unterhauswahlen 1924 11 % seiner Stimmen verlor und sowohl hinter Macintyre als auch hinter Mathers zurückblieb, schied er aus dem Parlament aus. Ein letztes Mal trat Phillipps bei den Unterhauswahlen 1929 an. Auch dieses Mal verpasste er die Stimmmehrheit deutlich.